# Guntershausen (Aadorf)
Guntershausen bei Aadorf ist eine ehemalige Ortsgemeinde und eine Ortschaft in der politischen Gemeinde Aadorf im Bezirk Münchwilen im Kanton Thurgau Schweiz.
Die Ortsgemeinde Guntershausen bei Aadorf gehörte von 1803 bis 1995 zur Munizipalgemeinde Aadorf.
1996 vereinigte sich Guntershausen mit den Ortsgemeinden Aadorf, Aawangen, Ettenhausen und Wittenwil zur politischen Gemeinde Aadorf.

## Geographie
Das Strassendorf liegt eingebettet zwischen dem Haselberg im Süden und dem Landsbärg im Osten. Die sanfte Talmulde wird durch den natürlichen Lauf der Lützelmurg geprägt. Einst als zwei getrennte Dörfer sind Guntershausen und Maischhausen in den letzten Jahren zusammengewachsen. Zusammen mit Tänikon und Wittershausen bilden sie heute einen starken Gemeindeteil der politischen Gemeinde Aadorf im Kanton Thurgau. Die Fläche der Ortsgemeinde umfasste 5,215 km². Der Ort liegt auf 547 m ü. M. Höchster Punkt ist der Haselberg mit 800 m ü. M., den tiefsten Punkt markiert Tänikon mit 535 m ü. M.

## Geschichte

Luftaufnahme von 1958

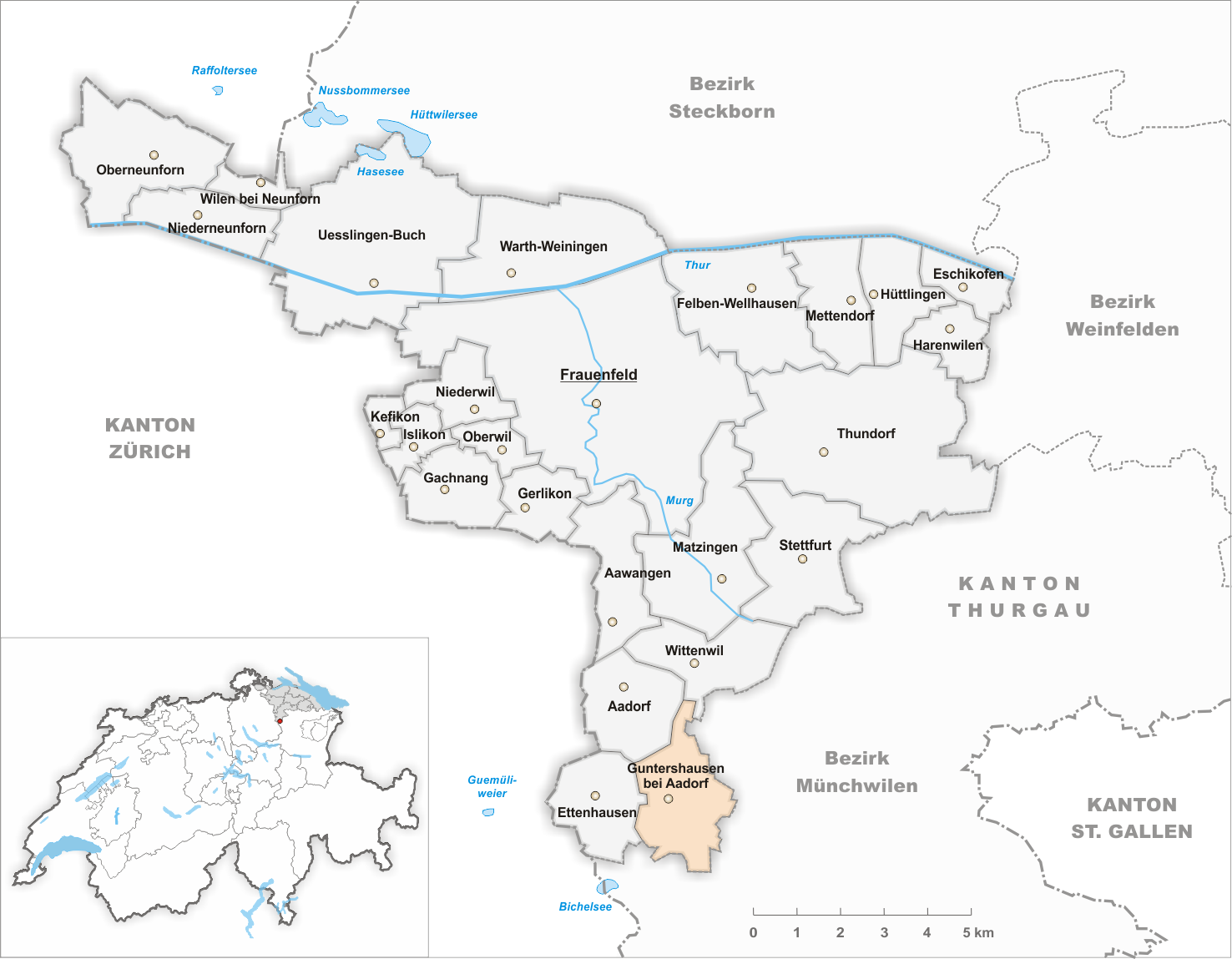
Gemeindestand vor der Fusion im Jahr 1996

Erste Erwähnung findet Guntershausen 1282 als Gundolthuser tal. Guntershausen war ursprünglich Reichsgut (Mark Tänikon). Vogtei und die Mehrzahl der Höfe gehörten den Hohenlandenbergern zu Sonnenberg, bevor sie 1509 das Kloster Tänikon kaufte. Bis 1798 blieb das nach seiner Offnung (1482 bzw. 1511) unabhängige niedere Gericht Guntershausen Teil der Herrschaft Tänikon.
Vor der Reformation gehörte Guntershausen zur Pfarrei Elgg, nach der Restauration Tänikons 1548–1550 und der Rekatholisierung der klösterlichen Lehnshöfe ab 1566 zur katholischen Pfarrgemeinde Tänikon. Die klosterunabhängige Pfarrei entstand 1848.
Zwischen 1862 und 1867 wurde anstelle der Strasse über den Tuttwilerberg die Landstrasse Aadorf–Sirnach gebaut. 1927 wurde die Station an der Bahnstrecke Winterthur–Wil der SBB eingeweiht. Zwischen 1870 und 1914 war die Heimstickerei sehr verbreitet. Zwischen 1961 und 1981 entstanden 130 Einfamilienhäuser. Im Jahre 2000 pendelten rund zwei Drittel der Erwerbstätigen nach Aadorf, Winterthur und Zürich.

## Bevölkerung
| Jahr         | 1850  | 1870  | 1960  | 1990  | 2000  | 2010  | 2018 | 2023  |
| Ortsgemeinde | 473   | 400   | 656   | 1051  |       |       |      |       |
| Ortschaft    |       |       |       |       | 1170  | 1060  | 1478 | 1480  |
| Quelle       | [ 2 ] | [ 2 ] | [ 2 ] | [ 2 ] | [ 3 ] | [ 4 ] |      | [ 5 ] |

Sprachen
Die Bevölkerung in Guntershausen ist mehrheitlich deutschsprachig. Von den insgesamt 1480 Einwohnern der Ortschaft Guntershausen bei Aadorf am 31. Dezember 2023 waren 173 bzw. 11,7 % ausländische Staatsbürger.
Religion – Konfession
Am 31. Dezember 2023 waren 477 Einwohner (32,2 %) römisch-katholisch und 439 (29,7 %) evangelisch-reformiert.
Die katholische Kirche St. Bernhard befindet sich im ehemaligen Kloster Tänikon. In den Gebäuden der ehemaligen Klosteranlage der Nonnen des Ordens der Zisterzienser befindet sich ausser der Kirche auch die landwirtschaftliche Forschungsanstalt Agroscope Reckenholz-Tänikon (ART). Die evangelischen Christen besuchen die Kirche in Aadorf.

## Wirtschaft und Infrastruktur
Einst ein landwirtschaftlich geprägtes Kleindorf, entwickelte sich Guntershausen in den letzten Jahrzehnten zu einem gut durchmischten Wirtschaftsgebilde, in dem sich nebst der immer noch intakten Landwirtschaft auch das Gewerbe und Kleingewerbe stark verbreitet. Gut erschlossene Wohnlagen haben zur Entwicklung beigetragen. Beliebt ist auch der Direktverkauf ab dem Bauernhof. Für das leibliche Wohl sorgen drei Restaurants.

### Verkehr

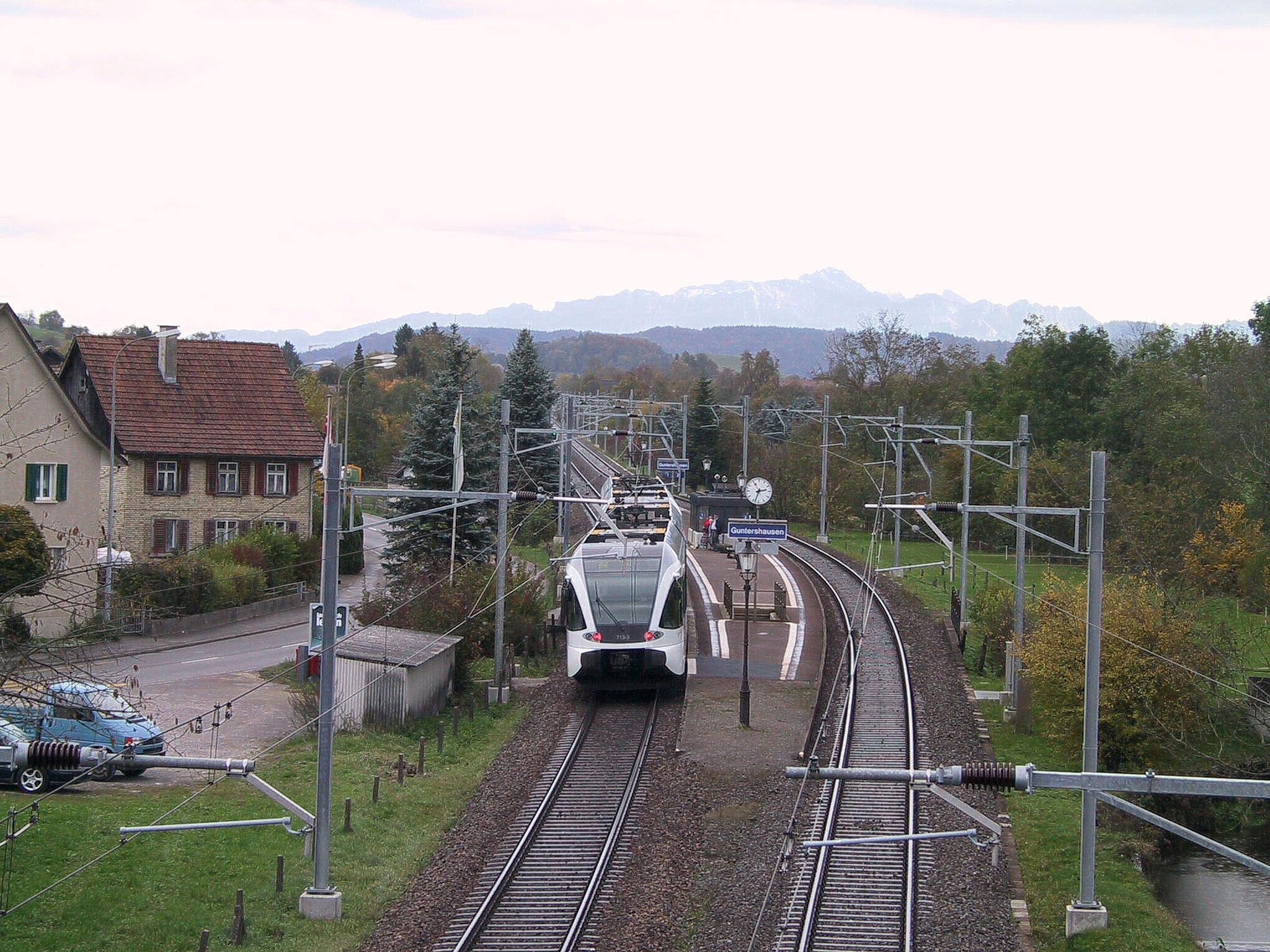
Bahnhof Guntershausen, Triebzug der Thurbo, Blick gegen den Säntis, 2502 m ü. M.

Auch die Bahnstrecke Winterthur–Wil förderte den Standort Guntershausen. Seit 1927 besteht eine Haltestelle, die Guntershausen im Halbstundentakt mit den Zentren Winterthur / Zürich und Wil SG verbindet. Der Flughafen Zürich liegt auf dem Strassenweg in 33 Kilometern Entfernung respektive ist mit der Eisenbahn in 38 Minuten zu erreichen.

### Schulen
Die Schule ist in den unteren Stufen im eigenen Dorf. 2 Jahre Kindergarten und 6 Jahre Primarschule befinden sich in den Anlagen der Primarschulgemeinde Guntershausen. Die Sekundarschule ist in der Oberstufengemeinde Aadorf integriert.

## Freizeit und Kultur
Die Dorfvereine beteiligen sich aktiv am vielfältigen Freizeit- und Kulturangebot. Mit den Turn- und Mehrzweckanlagen der Schule sind die idealen Räumlichkeiten vorhanden, ein attraktives Vereinsleben zu ermöglichen. Durch den TSV Guntershausen bietet sich für fast Jedermann/frau die Möglichkeit, aktiv Sport in der Gemeinde zu betreiben. Der Männerchor bereichert durch seine Darbietungen und Aktivitäten das kulturelle Leben.

## Sehenswürdigkeiten
Brunnen im Dorfmittelpunkt
Die ehemalige Klosterkirche St. Bernhard und das Agrotechnorama Tänikon sind in der Liste der Kulturgüter in Aadorf aufgeführt.